# باولو سوليري
باولو سوليري (بالإيطالية: Paolo Soleri)‏، معماري إيطالي-أمريكي ولد في 21 يوليو 1919 بتورينو في إيطاليا.